# Charles Mesure
Charles William David Mesure (Somerset, 12 agosto 1970) è un attore neozelandese.

## Biografia
Charles Mesure nasce nella contea di Somerset in Inghilterra, dove visse assieme ai suoi genitori fino all'età di cinque anni. Successivamente la sua famiglia si trasferì a Sydney, in Australia dove Charles visse per molti anni. Ha frequentato il Newington College tra il 1982 e il 1987 e si è laureato in recitazione al National Institute of Dramatic Art nel 1995. Nello stesso anno si trasferì in Nuova Zelanda dove iniziò la sua carriera recitativa.

### Carriera
La carriera dell'attore inizia nel 1996, anno in cui entra a far parte del cast principale della soap opera City Life, nel ruolo di Ryan Waters, che interpreterà fino alla fine della serie avvenuta nel 1998. Nello stesso anno, proprio grazie alla sua interpretazione in City Life ricevette una nomination ai Best Actor New Zealand Television Award.
Nel 1999 ottiene il ruolo ricorrente dell'Arcangelo Michele nella serie televisiva Xena - Principessa guerriera che interpreterà fino al 2001, per un totale di cinque episodi. Sempre nel 1999 ha interpretato lo stesso personaggio anche in un episodio di Hercules. In precedenza era però già apparso in queste due serie, recitando comunque solo in ruoli minori.
Tra il 2000 ed il 2003 fa parte del cast principale della serie televisiva neozelandese Street Legal, recitando nel ruolo di Kees Van Dam. Grazie alla sua interpretazione in questa serie televisiva, nel 2003 ha vinto un Best Supporting Actor award.
Nel 2005 partecipa a numerosi progetti: recita nei film Boogeyman - L'uomo nero (con Barry Watson, Emily Deschanel e Lucy Lawless) e Il gigante dell'acqua (con Bruce Greenwood e Rena Owen), e partecipa alle serie televisive Lost, Una pupa in libreria e Senza traccia. Sempre dal 2005 interpreta inoltre il personaggio ricorrente del reporter J.D. Pollack nella serie televisiva Crossing Jordan.
Nel 2009 entra a far parte del cast della quinta stagione della serie televisiva neozelandese Outrageous Fortune - Crimini di famiglia, nel ruolo del Detective-Sergente Zane Gerard. Questo personaggio sarà molto importante nel arco di tutta la stagione, ma vedrà la sua fine in un drammatico cliffhanger finale, in cui viene pugnalato da Cheryl West (la protagonista della serie), alla quale spara tre colpi di pistola. Si scoprirà poi nella sesta stagione che lui è morto a causa delle lesioni subite.
Nel 2010 è stato impegnato in due serie televisive. Per la Television New Zealand ha recitato nel ruolo del protagonista Alec Ross in This Is Not My Life, che riprende in maniera significativa nelle tematiche la serie televisiva degli anni sessanta Il prigioniero, mentre per la ABC è apparso come guest star nella prima stagione di V nel ruolo del mercenario Kyle Hobbes. Nel luglio 2010 il network ha confermato che l'attore è stato inserito nel cast principale della seconda stagione della serie.
Dopo la cancellazione di V, l'attore è stato inserito nel cast principale dell'ottava stagione della serie televisiva Desperate Housewives, nel ruolo di Ben Faulkner, un costruttore sexy e affascinante che colpirà l'interesse di Renee Perry (Vanessa L. Williams).
Nel 2023 entra nel cast della soap opera General Hospital nel ruolo di Jack Brennan, ruolo che ricopre fino al 2025.

## Filmografia

### Cinema
- Skin & Bone, regia di Chris Bailey (2003)
- Boogeyman - L'uomo nero (Boogeyman), regia di Stephen Kay (2005)
- Il gigante dell'acqua (Mee-Shee: The Water Giant), regia di John Henderson (2005)
- Mis-drop, regia di Ferand Peek – cortometraggio (2014)
- Occupation, regia di Luke Sparke (2018)

### Televisione
- City Life – serial TV, 26 puntate (1996-1998)
- Specchio del passato (Mirror, Mirror) – serie TV, episodio 2x12 (1997)
- Duggan – serie TV, episodio 1x01 (1997)
- Xena - Principessa guerriera (Xena: Warrior Princess) – serie TV, 7 episodi (1997-2001)
- Hercules (Hercules: The Legendary Journeys) – serie TV, episodi 4x15-5x22 (1998-1999)
- Tiger Country, regia di John Laing – film TV (1998)
- The Life & Times of Te Tutu – serie TV, episodi sconosciuti (1999)
- A Twist in the Tale – serie TV, episodio 1x14 (1999)
- Street Legal – serie TV, 51 episodi (2000-2003)
- Inferno di fuoco (Superfire), regia di Steven Quale – film TV (2002)
- Briar & Graves, regia di Michael Katleman – film TV (2005)
- Lost – serie TV, episodio 1x13 (2005)
- Una pupa in libreria (Stacked) – serie TV, episodi 1x01-1x05 (2005)
- Senza traccia (Without a Trace) – serie TV, episodi 3x23-4x01 (2005)
- Crossing Jordan – serie TV, 12 episodi (2005-2007)
- Bones – serie TV, episodi 2x09 (2006)
- Cold Case - Delitti irrisolti (Cold Case) – serie TV, episodi 4x10 (2006)
- Ghost Whisperer - Presenze (Ghost Whisperer) – serie TV, episodi 2x22 (2007)
- Las Vegas – serie TV, episodi 5x08 (2007)
- Outrageous Fortune - Crimini di famiglia (Outrageous Fortune) – serie TV, 13 episodi (2009-2010)
- Kaitangata Twitch – serie TV, 13 episodi (2010)
- This Is Not My Life – serie TV, 13 episodi (2010)
- V – serie TV, 18 episodi (2010-2011)
- Desperate Housewives – serie TV, 15 episodi (2011-2012)
- Miss Marple (Agatha Christie's Marple) – serie TV, episodio 6x01 (2013)
- Burn Notice - Duro a morire (Burn Notice) – serie TV, episodio 7x06 (2013)
- C'era una volta (Once Upon a Time) – serie TV, 6 episodi (2014-2015, 2017-2018)
- The Mentalist – serie TV, episodio 6x16 (2014)
- Girlfriends' Guide to Divorce – serie TV, 5 episodi (2014-2016)
- Castle – serie TV,  episodio 8x05 (2015)
- The Magicians – serie TV , 10 episodi (2015-2017, 2020)
- Criminal Minds – serie TV, episodio 11x16 (2016)
- Blue Bloods – serie TV, episodio 6x20 (2016)
- Dead of Summer – serie TV, 5 episodi (2016)
- General Hospital – soap opera (2023-2025)

## Doppiatori italiani
Nelle versioni in italiano delle opere in cui ha recitato, Charles Mesure è stato doppiato da:
- Fabrizio Pucci in V, C'era una volta, Castle, The Magicians
- Andrea Ward in The Mentalist, Xena - Principessa guerriera (st. 6)
- Angelo Maggi in Xena - Principessa guerriera (ep. 5x01)
- Giorgio Locuratolo in Xena - Principessa guarriera (ep. 3x03)
- Saverio Indrio in Xena - Principessa guerriera (ep. 2x20)
- Edoardo Nordio in Lost, Criminal Minds
- Francesco Pannofino in Boogeyman - L'uomo nero
- Roberto Draghetti in Cold Case - Delitti irrisolti
- Stefano Benassi in Desperate Housewives
- Teo Bellia in Burn Notice - Duro a morire
- Francesco Prando in Blue Bloods